# Brunner See
Der Brunner See, ist ein kleiner Bergsee im Toten Gebirge in der Steiermark, Österreich. Der See liegt auf einer Höhe von 1917 m ü. A. in einer Mulde eingebettet östlich des Hochmölbing. Die Wasserfläche beträgt 0,15 Hektar und die Tiefe etwa 2 m. Im oligotrophen See wachsen keine submersen Wasserpflanzen. Der Brunner See ist Lebensraum für zahlreiche Bergmolche und ‐larven (Triturus alpestris).